# Рекик, Карим
Кари́м Реки́к (нидерл. Karim Rekik; род. 2 декабря 1994, Гаага) — нидерландский футболист, защитник клуба «Аль-Джазира» из Абу-Даби и сборной Нидерландов.

## Клубная карьера
Рекик перешёл в «Манчестер Сити» из «Фейеноорда» летом 2011 года и дебютировал за основу на предсезонном турнире Dublin Super Cup 2011. Он сыграл свой первый официальный матч за «Манчестер Сити» 21 сентября 2011 года против «Бирмингем Сити» в третьем раунде Кубка лиги, выйдя на замену вместо Уэйна Бриджа за 12 минут до конца матча. Он также вышел на замену в четвёртом раунде этого турнира в матче с «Вулверхэмптоном».
22 марта 2012 года было подтверждено, что Карим присоединится к «Портсмуту» на правах аренды до конца сезона. В Чемпионшипе за «Портсмут» Рекик дебютировал 27 марта в матче против «Халл Сити», завершившемся со счётом 2:0. Рекик стал выходить в основе, однако он не смог помочь «Портсмуту» спастись от вылета в Первую Футбольную лигу.
После аренды Рекик вернулся в «Манчестер Сити». Первый матч за «горожан» для Карима стала игра 18-го тура Премьер-лиги против «Рединга», в котором молодой защитник вышел с первых минут на левый фланг обороны.

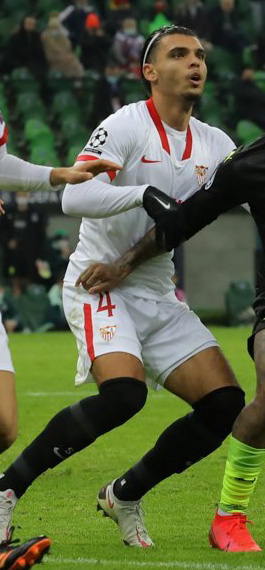
Рекик в составе «Севильи»

В феврале 2013 года Рекик был отдан в аренду до конца сезона в «Блэкберн Роверс».
8 июля 2013 года Рекик отправился в аренду в нидерландский ПСВ. 30 июля 2013 года Рекик дебютировал за ПСВ в первом матче третьего квалификационного раунда Лиги чемпионов в матче против Зюлте-Варегем». Три дня спустя Рекик дебютировал в чемпионате в первой игре сезона против «АДО Ден Хааг». 7 декабря 2013 года он забил свой первый гол в Эредивизи за ПСВ в матче против «Витесса». Рекик стал капитаном в двух играх в отсутствие Джорджиньо Вейналдума против «Утрехта» и «АДО Ден Хаага». 14 августа 2014 года аренда была продлена ещё на один сезон. Как и в свой первый сезон в ПСВ, Рекик зарекомендовал себя в основной команде, сыграв 29 матчей, и сформировал прочный дуэт в центре защиты с Джеффри Брумой.
30 июня 2015 года было объявлено о переходе Рекика в «Марсель», с которым игрок подписал контракт на четыре года. 20 сентября 2015 года Рекик забил свой первый гол за «Марсель» в матче против «Лиона».
16 июня 2017 года Рекик перешёл в берлинскую «Герту»
5 октября 2020 года Рекик подписал контракт с «Севильей» до 2025 года.
30 июля 2023 года Рекик оформил контракт с эмиратским клубом «Аль-Джазира».

## Международная карьера
Рекик имел право играть за Нидерланды через место своего рождения и за Тунис через своего отца.
Рекик был вызван в сборную Нидерландов до 17 лет в сентябре 2010 года и дебютировал в за неё в матче против Италии. Позже Рекик был вызван в сборную Нидерландов до 19 лет в октябре 2011 года и дебютировал в за неё в матче против Молдовы.
В августе 2013 года Рекик впервые был вызван в основную сборную Нидерландов на два отборочных матча к чемпионату мира, но ни разу не сыграл. 6 марта 2014 года Рекик дебютировал за сборную Нидерландов в товарищеском матче против сборной Франции на «Стад де Франс». В мае 2014 года он был включён в предварительный состав Луи ван Галом из 30 человек на чемпионат мира 2014. Однако в окончательный состав Рекик не попал.

## Статистика

### Матчи Рекика за сборную Нидерландов
| Матчи Рекика за сборную Нидерландов | Матчи Рекика за сборную Нидерландов | Матчи Рекика за сборную Нидерландов | Матчи Рекика за сборную Нидерландов | Матчи Рекика за сборную Нидерландов | Матчи Рекика за сборную Нидерландов |
| ----------------------------------- | ----------------------------------- | ----------------------------------- | ----------------------------------- | ----------------------------------- | ----------------------------------- |
| №                                   | Дата                                | Соперник                            | Счёт                                | Голы Рекика                         | Соревнование                        |
| 1                                   | 5 марта 2014                        | Франция                             | 0:2                                 | —                                   | Товарищеский матч                   |
| 2                                   | 7 октября 2017                      | Беларусь                            | 3:1                                 | —                                   | Чемпионат мира 2018 (отбор)         |
| 3                                   | 10 октября 2017                     | Швеция                              | 2:0                                 | —                                   | Чемпионат мира 2018 (отбор)         |
| 4                                   | 9 ноября 2017                       | Шотландия                           | 1:0                                 | —                                   | Товарищеский матч                   |

Итого: 4 матча / 0 голов; 3 победы, 0 ничьих, 1 поражение.

## Достижения
ПСВ
- Чемпион Нидерландов: 2014/15